# Throgs Neck

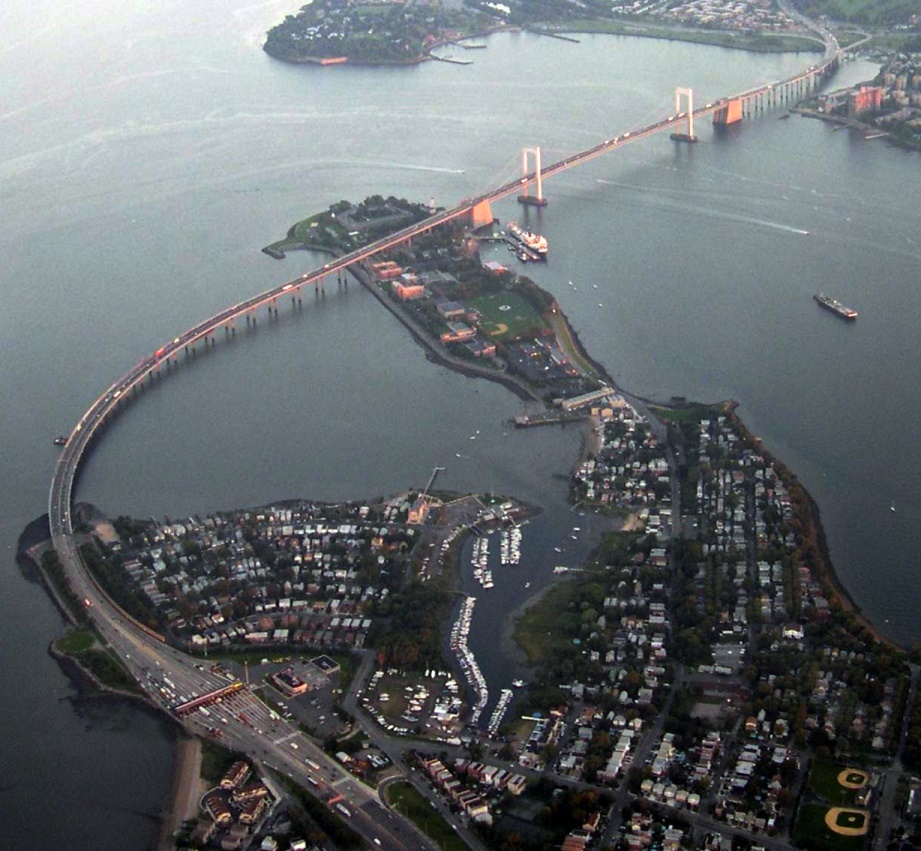
Throgs Neck mit der Throgs Neck Bridge aus der Luft; rechts der East River, links der Long-Island-Sund

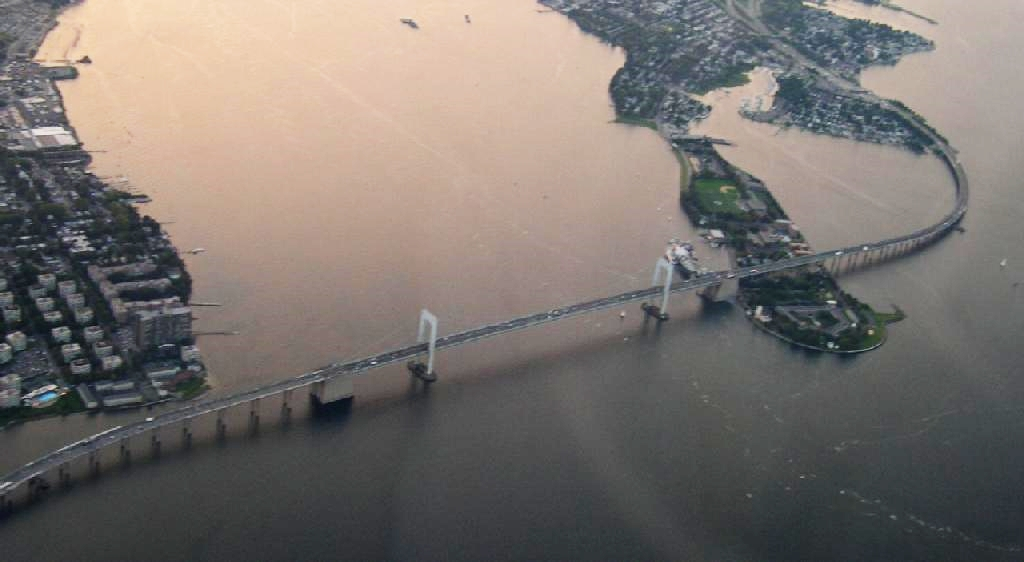
Andere Ansicht der Throgs Neck Bridge aus der Luft

Throgs Neck (oder auch Throggs Neck) ist ein Stadtteil und eine Landzunge ganz im Südosten der Bronx in New York City, die auf der Seite des Festlandes den Übergang des East River zum Long-Island-Sund markiert. Der Stadtteil hat eine Fläche von 6,96 km² und laut United States Census von 2020 eine Einwohnerzahl von 36.618. Throgs Neck ist Teil des Bronx Community District 10 und gehört zum 45. Bezirk des New Yorker Polizeidepartements.

## Beschreibung
Das gleichnamige Neighborhood auf der Halbinsel wird im Norden von der Baisley Avenue und der Interstate 95 (Bruckner Expressway), im Westen vom Westchester Creek und der Interstate 678 (Hutchinson River Parkway) sowie im Süden und Osten vom East River und Long Island Sund begrenzt. Die Interstate 295 (Cross Bronx Expressway) durchquert den Stadtteil mittig und diagonal von Nordwesten nach Südosten und führt dann über die Throgs Neck Bridge hinüber in den Stadtbezirk Queens. Über eine weitere Hängebrücke, die 1939 eröffnete Bronx-Whitestone Bridge (kurz „Whitestone“), führt die Interstate 678 im westlichen Teil des Viertels durch den Ferry Point Park über den East River in das Stadtviertel Whitestone ebenfalls in Queens. Der große Ferry Point Park wird durch die Bronx-Whitestone Bridge in eine 45 ha große Westseite mit Fußball- und Cricketfeldern und künftiger Fähranlegestelle und in eine 170 ha große Ostseite mit Promenade, Golfplatz und Restaurant am Wasser geteilt.
Im Gegensatz zur übrigen südlichen Bronx wird Throgs Neck überwiegend von der oberen Mittelschicht bewohnt, und die Bausubstanz besteht überwiegend aus Ein- und Zweifamilienhäusern. Ebenso gibt es keinen Anschluss an die U-Bahn. Eine Anbindung an die New York, Westchester and Boston Railway war geplant, wurde jedoch nie verwirklicht.

## Geschichte
Die Halbinsel wurde zunächst von den Neu-Niederländern Vriedelandt, (niederländisch für Friedensland) genannt. Der aktuelle Name stammt von John Throckmorton. 1668 wurde die Halbinsel auf Landkarten als „Frockes Neck“ bezeichnet. 1776 warnte das Hauptquartier George Washingtons vor einer Landung der Briten in „Frogs Neck“. 1833 bis 1856 wurde für das Militär das Fort Schuyler am Throgs Point am Ende einer langen Landzunge erbaut. Im 19. Jahrhundert bestand Throgs Neck überwiegend aus großen Bauernhöfen und entwickelte sich bis zum Ende des Jahrhunderts zu einem Sommerurlaubsort, der unter anderem auch deutsche Biergärten besaß. Besucher und Gäste reisten oft mit Dampfschiffen an, die Anlegestelle befand sich am Ferris Dock am Westchester Creek an der heutigen Brush Avenue.
Nach Eingliederung der Bronx nach New York City 1898 wurden auf den Bauernhofgrundstücken nach und nach Reihenhaus- und Bungalowsiedlungen errichtet. Viele Straßen wurden nach auf der Halbinsel vorkommenden Blumen und Bäumen benannt. 1932 schloss man Fort Schuyler als aktive Militäreinrichtung und wandelte es zum Campus für Kadetten der Maritimen Hochschule State University of New York Maritime College um. Eine in den 1930er Jahren geplante Verlängerung der New Yorker U-Bahn bis Throgs Neck wurde nicht verwirklicht. Von 1936 bis 1939 errichtete man die Bronx-Whitestone Bridge. Die Throgs Neck Bridge wurde zwischen 1957 und 1961 gebaut. Vom Niedergang großer Teile der Bronx Ende des 20. Jahrhunderts blieb Throgs Neck auf Grund seiner Lage, ausgewogenen Bevölkerung und fehlender Hochhaussiedlungen als Brennpunkte verschont.

## In der Kunst
Folgende Filme/Serien wurden in Throgs Neck gedreht:
- Summer of Sam
- Episoden von Law & Order: Special Victims Unit
- Zeit des Erwachens
- Storage Wars: New York